# 幣掛の滝
幣掛の滝あるいは幣懸の滝（ぬさかけのたき）とは、岩手県紫波郡矢巾町南昌山麓の岩崎川にある滝。落差は7m。さらに上流には南昌大滝、北ノ沢大滝がある。

## 概要
「幣懸」の名称の由来は、マタギが猟のため入山する際に幣をかけ（懸け）て猟の安全を祈願したことから名付けられた。周辺は水辺の里として整備がなされており、駐車場もあって観光に適している。矢巾温泉から徒歩で行くこともできる。